# Goeferdinge
Goeferdinge is een dorp in de Belgische provincie Oost-Vlaanderen en een deelgemeente van de stad Geraardsbergen, het was een zelfstandige gemeente tot aan de gemeentelijke herindeling van 1971.

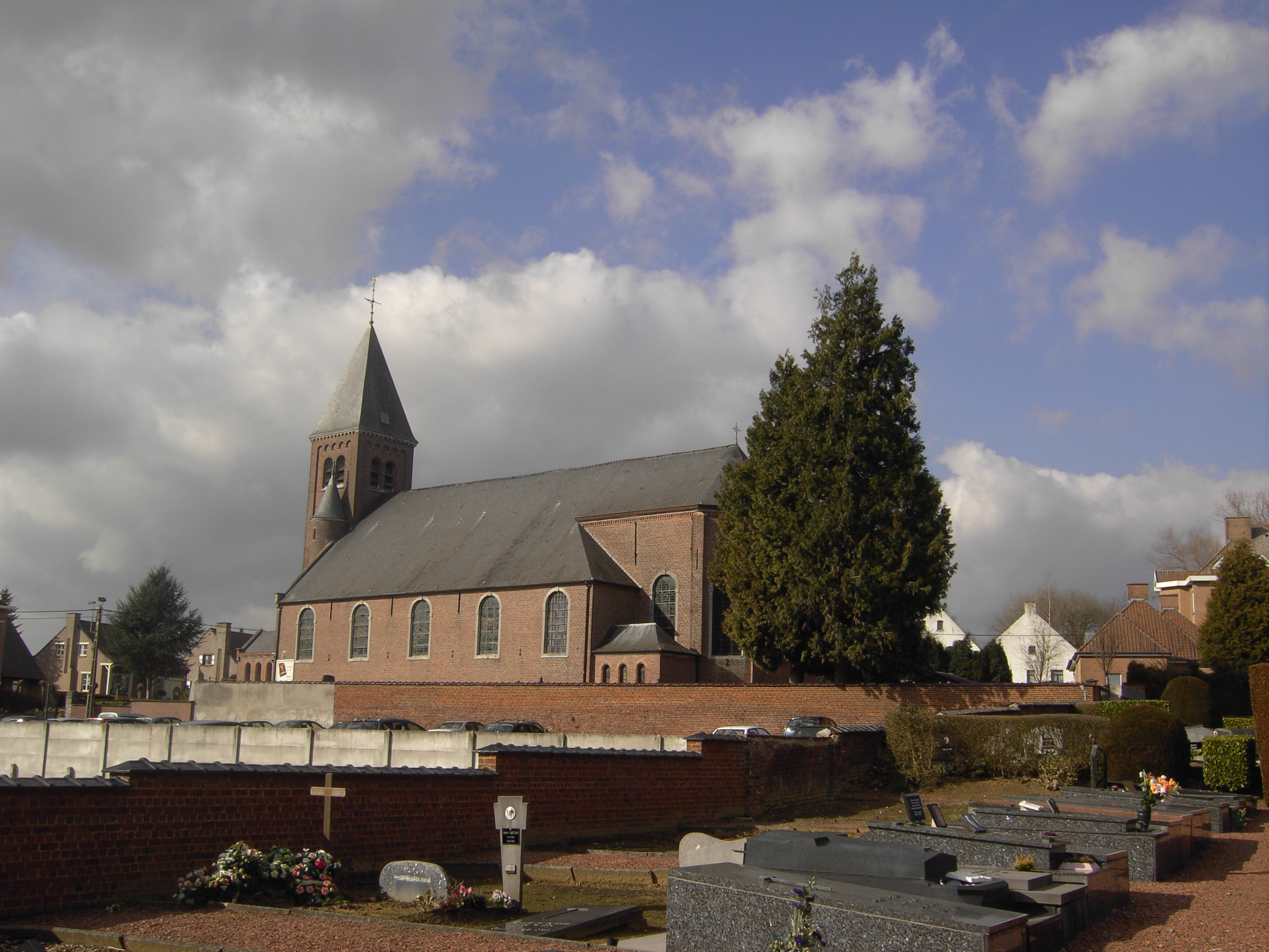
Sint-Bavokerk

## Geschiedenis

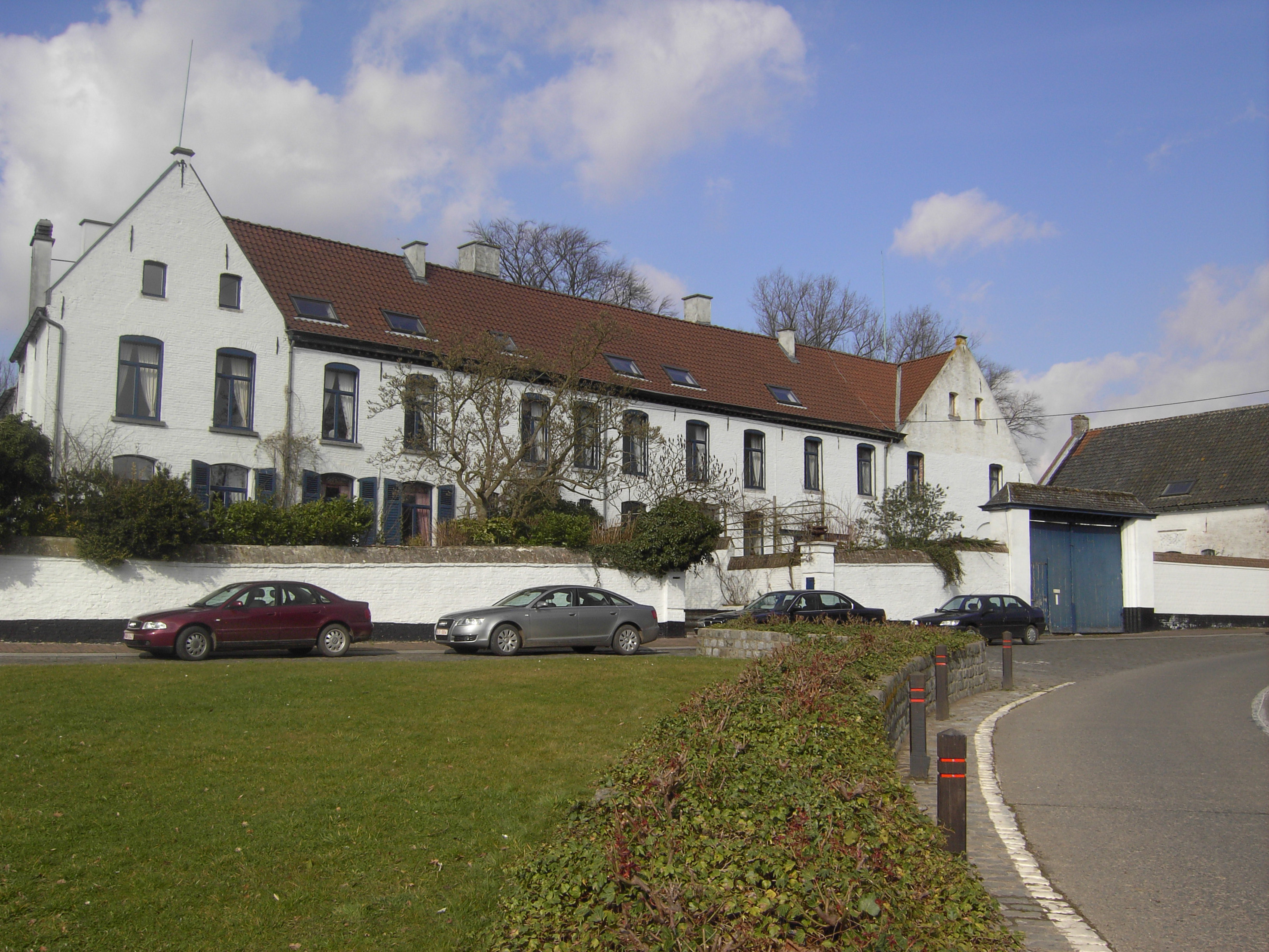
Kasteel Hof ter Elzen.

Goeferdinge wordt pas zeer laat, in de 15e eeuw, vermeld als 'Goefferdinghen', van het Germaans Godafrithinga Haim of 'Hoeve/Nederzetting van Godfrieds nakomelingen' (vgl. Karolingers, de nakomelingen van Karel Martel). De parochie behoorde tot aan de Franse Revolutie tot het kerngebied van de baronie Boelare, in de kasselrij en het Land van Aalst; ze vormde samen met Overboelare een vierschaar.
De talrijke vondsten uit de late prehistorie (vnl. Neolithicum) en de Romeinse periode vormen een bijkomend bewijs voor de rijke bewoningsgeschiedenis van het golvend leemlandschap in Goeferdinge. Zo maakt de Hogeweg, gelegen op de grens tussen Goeferdinge en Overboelare, deel uit van een Romeins wegtracé dat Geraardsbergen verbond met de Romeinse wegnederzetting van Vloesberg - Le Puvinage (provincie Henegouwen). Op de hooggelegen, vruchtbare akkers langsheen deze Hogeweg werden resten aangetroffen van een Gallo-Romeinse villa. Samen met andere nabijgelegen vindplaatsen, zoals de resten van een Merovingisch grafveld (6e-7e eeuw n.Chr.) in Overboelare en de vroegmiddeleeuwse bewoningskern van Hunnegem te Geraardsbergen, zou dit kunnen wijzen op een zekere bewoningscontinuïteit vanaf de Gallo-Romeinse periode in de zone ten zuidwesten van de Geraardsbergse stadskern.

## Politiek

### Lijst van burgemeesters
- (XVIIIe eeuw) Joannes Baptista Van Ongheval[1]
- (1971-1974) Dr. A. Van Heuverswyn[2]

## Bezienswaardigheden
- De Sint-Bavokerk werd in 1776 volledig in classicistische stijl herbouwd. Het interieur dateert van dezelfde periode; van de oude kerk bleef enkel de 15e-eeuwse arduinen doopvont bewaard.

## Natuur en landschap
Het dorp ligt in Zandlemig Vlaanderen in de Denderstreek en aan de Molenbeek, in een golvend landschap waarvan de hoogte varieert van 25 m tot 62 m. Het dorp ligt landelijk, ten westen van Geraardsbergen, maar is door lintbebouwing met Overboelare en het stadscentrum verbonden geraakt.

## Demografische ontwikkeling
- Bronnen:NIS, Opm:1831 tot en met 1970=volkstellingen

## Nabijgelegen kernen
Zarlardinge, Nederboelare, Geraardsbergen, Deftinge